# Annefleur Bruggeman
Annefleur Bruggeman (Echt, 23 juli 1997) is een Nederlandse handbalster die uitkomt in de Duitse Handbal-Bundesliga voor Sport-Union Neckarsulm.